# Heliodoxa leadbeateri
El brillante frentivioleta (en Ecuador) (Heliodoxa leadbeateri), también denominado colibrí de frente azul, brillante de frente violeta (en Perú), colibrí frentiazul (en Venezuela), diamante coronado o heliodoxa coronado (en Colombia), es una especie de ave apodiforme de la familia Trochilidae —los colibríes— perteneciente al género Heliodoxa. Es nativo de regiones andinas y adyacencias del norte, noroeste y centro oeste de América del Sur.

## Distribución y hábitat
Se distribuye ampliamente desde la cordillera de la Costa del norte de Venezuela, también en la Serranía del Perijá y a lo largo de la cordillera de los Andes desde el oeste de Venezuela, a través de Colombia, este de Ecuador, este de Perú, hasta el noroeste de Bolivia.
Esta especie es considerada localmente bastante común en sus hábitats naturales: el interior y los bordes de selvas húmedas y bosques nubosos 
pre-montanos, ocasionalmente en matorrales, pequeños claros, bosques bajos abiertos, crecimientos secundarios y plantaciones de café. Principalmente en la alta zona tropical y subtropical, pero puede subir hasta los bordes de la zona templada. En altitudes entre 400 a 2400 m.

## Descripción y alimentación
Mide entre 11 y 13 cm de longitud y pesa entre 6,5 y 8 g. Su pico es recto, largo y de color negro. Se alimenta de néctar.

## Sistemática

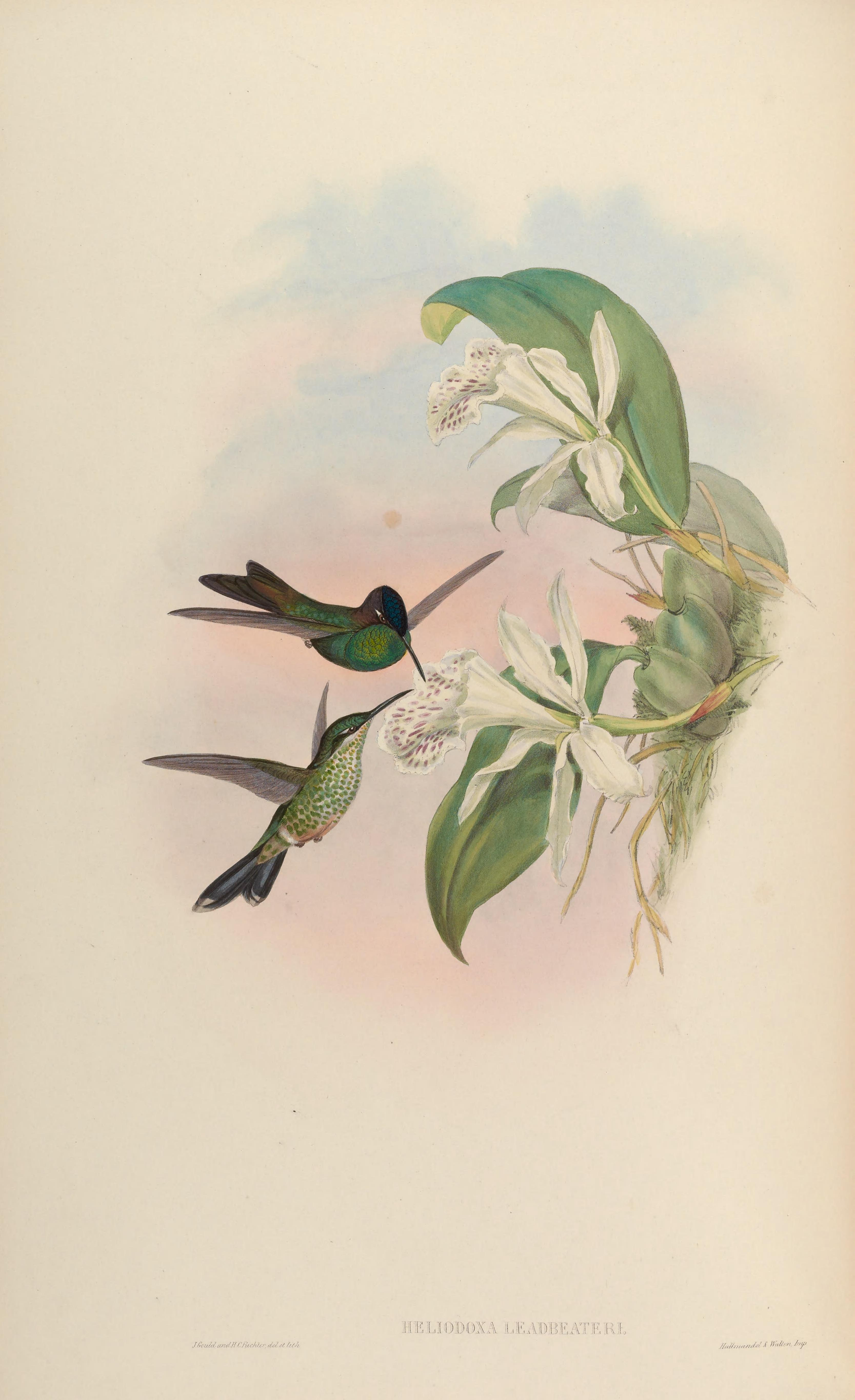
Heliodoxa leadbeateri, ilustración de Gould y Richter en A monograph of the Trochilidae, or family of humming-birds 2, 1861.

### Descripción original
La especie H. leadbeateri fue descrita por primera vez por el ornitólogo francés Jules Bourcier en 1843 bajo el nombre científico Trochilus leadbeateri; su localidad tipo es: «Caracas, Venezuela».

### Etimología
El nombre genérico femenino «Heliodoxa» se compone de las palabras del griego «hēlios» que significa ‘sol’, y «doxa» que significa ‘gloria’, ‘magnificencia’; y el nombre de la especie «leadbeateri», conmemora a Benjamin Leadbeater, Sr. (1773-1851) y John Leadbeater, Sr. (1804-1856), comerciantes de historia natural y taxidermistas británicos. 

### Taxonomía
Se han registrado híbridos de la presente especie con Heliangelus clarisse y con Heliangelus amethysticollis.

### Subespecies
Según las clasificaciones del Congreso Ornitológico Internacional (IOC) y Clements Checklist/eBird  se reconocen cuatro subespecies, con su correspondiente distribución geográfica:
- Heliodoxa leadbeateri leadbeateri (Bourcier), 1843 – norte de Venezuela, cordillera de la Costa, desde Falcón hasta Miranda.
- Heliodoxa leadbeateri parvula Berlepsch, 1888 – Serranía del Perijá, y Andes del oeste de Venezuela (Trujillo al sur hasta Táchira) y Colombia (Andes orientales al sur hasta la Sierra de la Macarena, localmente en los valles del Magdalena y del Cauca, y posiblemente en la parte norte de los Andes centrales).
- Heliodoxa leadbeateri sagitta (Reichenbach), 1854 – este de Ecuador, hacia el sur hasta el centro de Perú (Pasco).
- Heliodoxa leadbeateri otero (Tschudi), 1844 – pendiente oriental desde el centro de Perú al sur hasta el noroeste de Bolivia (Cochabamba).